# دهکرد (بروجرد)
دِهکُرد روستایی در شهرستان بروجرد در استان لرستان است. این روستا در دهستان والانجرد در شرق بخش مرکزی این شهرستان قرار دارد. این روستا در مسیر بروجرد به اراک قرار گرفته‌است. سد این روستا در سال‌های اخیر برای ذخیره آب کشاورزی در این منطقه ایجاد شده و موجب رونق بیشتر کشاورزی و باغداری در این روستا گردیده است. مردم این روستا به زبان لری سخن می‌گویند و عموماً از طوایف مختلف ایل زیار، از جمله طایفه مرادی هستند.

## جمعیت
بنابر سرشماری مرکز آمار ایران، جمعیت این روستا در سال ۱۳۸۵، برابر با ۱۲۵۵ نفر بوده‌است که از این میان ۶۴۲ نفر مرد و بقیه زن بوده‌اند. دهکرد ۳۰۷ خانوار جمعیت دارد.

## گردشگری
سد خاکی دهکرد واقع شده در پانزده کیلومتری بروجرد و در کنار جاده بروجرد-اراک از جاذبه‌های گردشگری بروجرد می‌باشد. این سد در سال ۱۳۸۴ توسط جهاد کشاورزی بروجرد به بهره‌برداری رسیده‌است و در حال حاضر سد خاکی دهکرد زیر نظر اداره منابع طبیعی و آبخیزداری بروجرد است. رئیس اداره میراث فرهنگی و گردشگری لرستان در سال ۸۶ گفته بود که قرار است مجتمع تفریحی در کنار سد دهکرد ساخته شود. وسعت این سد حدود بیست هکتار است. در دریاچه این سد انواع ماهی‌های آب شیرین یافت می‌شود و از نظر ماهیگیری جایگاه خوبی دارد. البته شنا در داخل دریاچه سد به دلیل خطر غرق شدگی و آلودگی شدید آب این سد به مازوت و سموم دیگر و وجود مارهای آبی سمی و باتلاقی بودن آن و نبود امکانات و همچنین نبودن نجات‌غریق و غواص به‌طور کامل ممنوع می‌باشد. تابحال بیش از یکصد نفر در دریاچه این سد غرق شده‌اند. متأسفانه هیچ گونه تابلو و علائم هشدار شنا ممنوع و حتی سیم خاردار و حفاظ و فنسی در اطراف این سد وجود ندارد؛ لذا از همه افرادی که در فصل بهار تابستان برای تفریح به اطراف دریاچه روستای دهکرد می‌روند، لطف کنند برای سلامتی خود به هیچ عنوان در داخل سد شنا نکنند چون احتمال غرق شدگی در این سد بسیار بسیار بالاست.
در این منطقه هیچ گونه امکانات رفاهی از قبیل هتل، رستوران و سرویس بهداشتی و امکانات ورزش‌های آبی از جمله قایقرانی و اسکی روی آب و حتی جایی برای نشیمن مراجعه کنندگان وجود ندارد ولی به دلیل چشم‌انداز و طبیعت زیبای آن در کلیه فصل‌های سال بخصوص در بهار و تابستان مملو از جمعیت می‌باشد که برای گذراندن اوقات فراغت خود به این مکان زیبا مراجعه می‌کنند.
همچنین دریاچه این سد و اطرافش محل زندگی انواع گونه‌های مختلف جانوری منطقه لرستان شامل پرندگان، پستانداران، خزندگان، دوزیستان و ماهی‌ها می‌باشند.